# Châtignac
Châtignac ist eine westfranzösische Gemeinde mit 166 Einwohnern (Stand 1. Januar 2022) im Département Charente in der Region Nouvelle-Aquitaine (vor 2016 Poitou-Charentes). Sie gehört zum Arrondissement Angoulême und zum Kanton Tude-et-Lavalette. 

## Lage
Châtignac liegt etwa 45 Kilometer südsüdwestlich von Angoulême in der Kulturlandschaft des Angoumois. Umgeben wird Châtignac von den Nachbargemeinden Sainte-Soline im Nordwesten und Norden, Saint-Félix im Norden, Saint-Laurent-des-Combes im Nordosten und Osten, Brie-sous-Chalais im Südosten und Süden, Brossac im Südwesten sowie Passirac im Westen.

## Bevölkerungsentwicklung
| Jahr                       | 1962 | 1968 | 1975 | 1982 | 1990 | 1999 | 2006 | 2019 |
| Einwohner                  | 210  | 191  | 181  | 158  | 143  | 185  | 202  | 172  |
| Quellen: Cassini und INSEE |      |      |      |      |      |      |      |      |

## Sehenswürdigkeiten
- Kirche Saint-Pierre, 1860 bis 1899 wieder errichtet

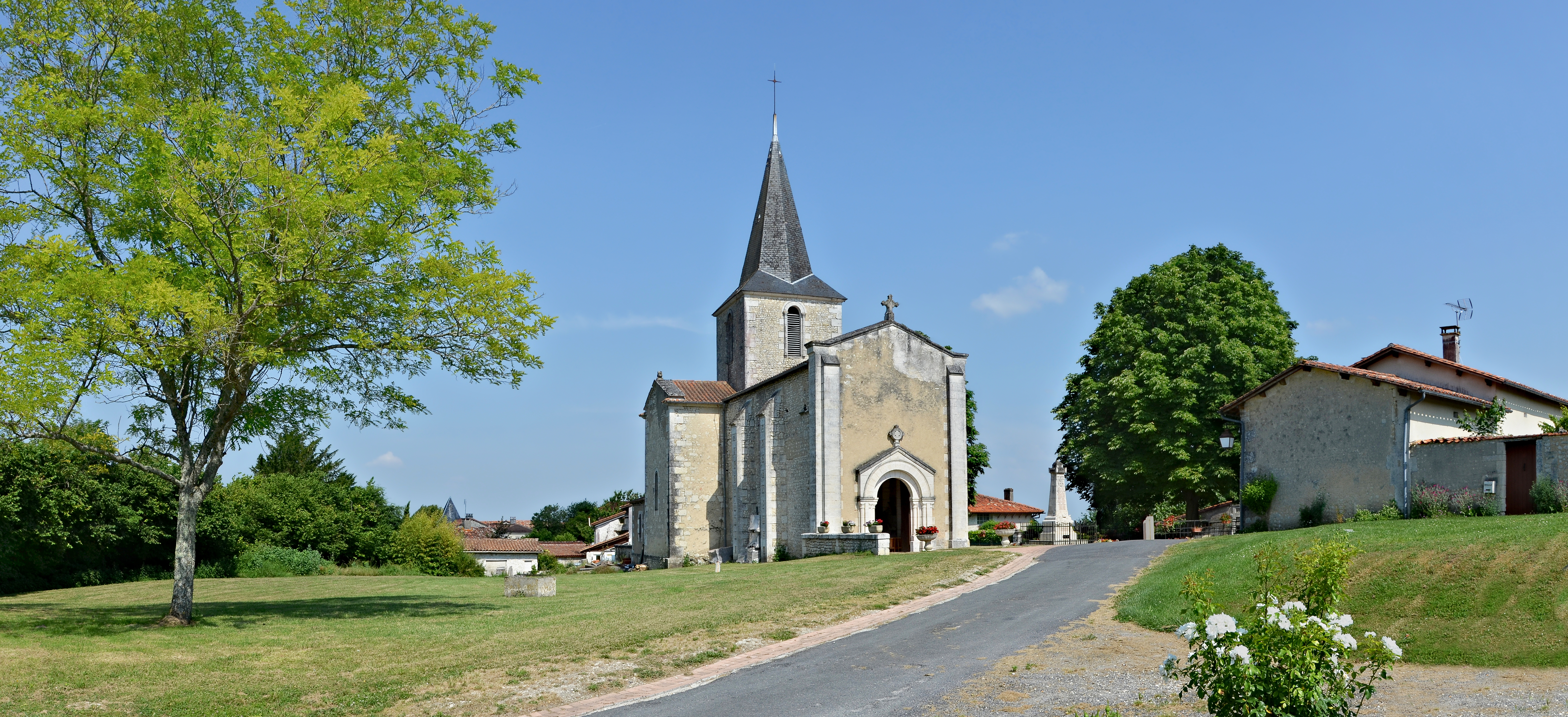
Kirche Saint-Pierre